# Zau de Câmpie
Zau de Câmpie – wieś w Rumunii, w okręgu Marusza, w gminie Zau de Câmpie. W 2011 roku liczyła 6 mieszkańców.